# Доналд Роуп
Доналд Роуп (енгл. Donald Rope; Винипег, 2. фебруар 1929 − Кембриџ, 28. јул 2009) био је канадски аматерски хокејаш на леду који је током каријере играо на позицијама одбрамбеног играча. 
Као члан сениорске репрезентације Канаде у два наврата је учествовао на олимпијским играма, и то на ЗОИ 1956. у Кортини када је освојио бронзу и на ЗОИ 1960. у Скво Валију када је селекција Канаде освојила сребрну медаљу.